# Улица Бирюсинка
У́лица Бирюси́нка (до 9 августа 1965 года — прое́зд № 2157) — улица в Восточном административном округе города Москвы на территории района Гольяново.

## История
Улица получила современное название по реке Бирюсе, притоку реки Ангары, в связи с расположением на востоке Москвы. Имя реки вошло в популярную песню в форме «Бирюсинка», которая и была использована для названия улицы. До 9 августа 1965 года называлась прое́зд № 2157.

## Расположение
Улица Бирюсинка проходит от 2-го Иртышского проезда на юго-восток, с востока к ней примыкает Байкальская улица, улица Бирюсинка пересекает Амурскую улицу и проходит до Щёлковского шоссе, за которым продолжается как 3-я Парковая улица. Нумерация домов начинается от 2-го Иртышского проезда.

## Примечательные здания и сооружения
По нечётной стороне:
- д. 5, стр. 4 — мусороперегрузочная станция № 4.

По чётной стороне:
- д. 4 — Управление механизации ОАО «Мосметрострой».

## Транспорт

### Автобус
- 627: от Щёлковского шоссе до Байкальской улицы (Камчатская улица — Мясокомбинат) и обратно

### Электробус
- 171: от Амурской улицы до 2-го Иртышского проезда (Камчатская улица — Электрозаводский мост) и обратно

### Метро
- Станция метро «Щёлковская» Арбатско-Покровской линии — юго-западнее улицы, на пересечении Щёлковского шоссе с Уральской и 9-й Парковой улицами.